# Elf (album Elf)
Elf – debiutancki album zespołu Elf - nagrany został w Studio One w Atlancie - w kwietniu 1972, a jego promocja odbyła się na trasie zespołu Deep Purple.

## Lista utworów
| 1. | Hoochie Koochie Lady                        | 5:32  |
|    |                                             |       |
| 2. | First Avenue                                | 4:23  |
|    |                                             |       |
| 3. | Never More                                  | 3:50  |
|    |                                             |       |
| 4. | I'm Coming Back For You                     | 3:27  |
|    |                                             |       |
| 5. | Sit Down Honey (Everything Will Be Alright) | 3:48  |
|    |                                             |       |
| 6. | Dixie Lee Junction                          | 5:09  |
|    |                                             |       |
| 7. | Love Me Like A Woman                        | 3:47  |
|    |                                             |       |
| 8. | Gambler, Gambler                            | 4:26  |
|    |                                             |       |
|    |                                             | 34:22 |
|    |                                             |       |

## Twórcy
- Ronnie James Dio – wokal, gitara basowa
- David Feinstein - gitara
- Mickey Lee Soule - fortepian
- Gary Driscoll - perkusja